# AMR (слот)

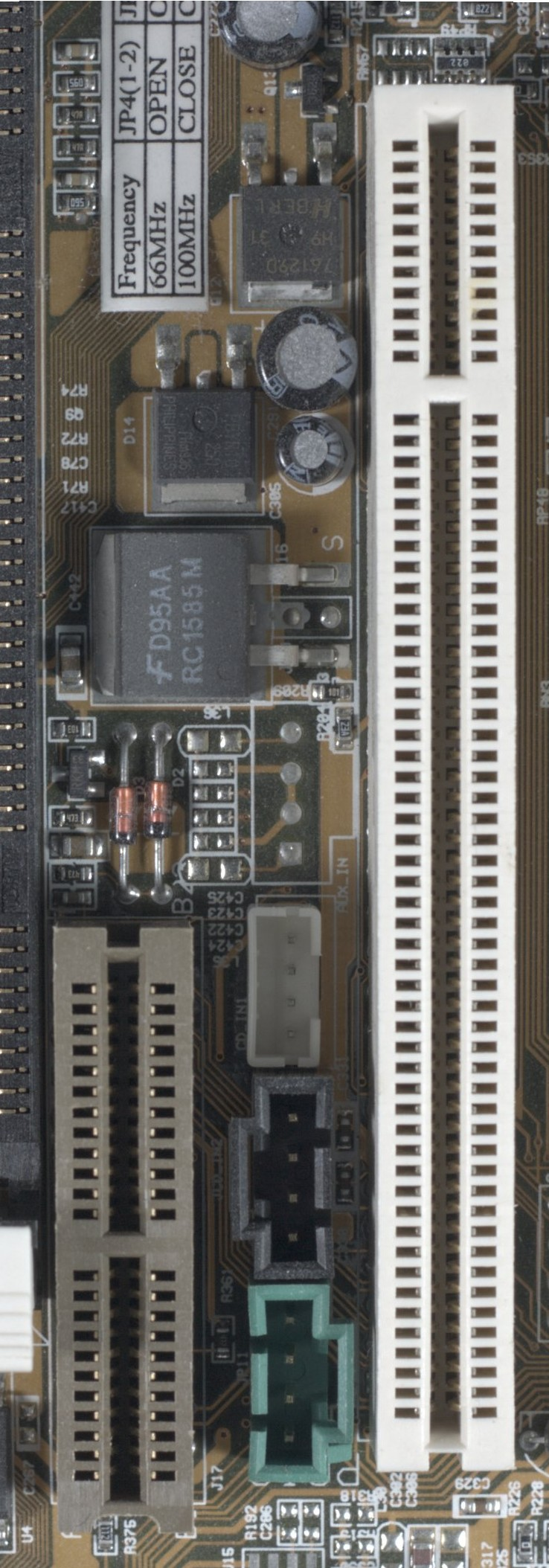
AMR слот (коричневий, ліворуч), зі слотом PCI (білий, справа) для порівняння.

AMR (англ. Audio Modem Riser) — спеціалізований слот розширення, присутній на деяких материнських платах комп'ютерів (для процесорів Pentium III, Pentium 4 і Athlon) . Був розроблений компанією Intel. Більш не підтримується.
Слот призначений для забезпечення можливості виносу інтегрованих аналогових пристроїв, таких як звукові карти та модеми, на окрему карту розширення. Оскільки аналогові пристрої вимагають обов'язкової сертифікації FCC, таке рішення могло знизити витрати при випуску материнських плат за рахунок одноразової сертифікації аналогової частини та її подальшого використання з різними платами (замість сертифікації кожної нової плати).

## Технічна реалізація
Фізично слот має 46 контактів, розташованих двома рядами. Технічна реалізація мала три недоліки : слот займав місце одного з слотів PCI, була відсутня підтримка технології Plug-and-Play, а також апаратного прискорення.
Згодом слот AMR був замінений аналогічним рішенням від сторонніх розробників, ACR (Advanced Communications Raiser), і - власною розробкою Intel, CNR (Communications and Networking Riser). Однак технологія спеціалізованих слотів розширення не отримала великого поширення. Модеми в основному продовжували випускатися у вигляді карт PCI, а звукові карти інтегрувалися в материнську плату.
Нещодавно виробник материнських плат ASRock анонсував аналогічний за призначенням слот HDMR (High Definition Multimedia Riser), для більшості фірмових плат.